# Jam Style and Da Boogie Crew
Jam Style and Da Boogie Crew (stylisé Jam Style и Da Boogie Crew ; russe : Джем Стайл и Да Буги Крю) est un groupe russe de hip-hop, originaire de Saint-Pétersbourg, actif entre 1998 et 2002. Il est formé en 1998 par les groupes de breakdance Jam Style Crew de Saint-Pétersbourg et Da Boogie Crew de Moscou, bien que les groupes individuels se soient formés bien plus tôt. Le projet existe pendant quatre ans et a sorti deux albums studio : You Wanted to Party (2000) et Everyone at the Party (2002).
À l'automne 1998, l'équipe publie une vidéo pour le morceau Would You Like to Party ?, qui resté cinq mois dans les charts de MTV Russie et marque le début d'une nouvelle vague de hip-hop et de breakdance en Russie,. Le succès est confirmé par l'apparition de l'équipe dans de célèbres émissions télévisées pour la jeunesse en 1999 - The Tower sur RTR et Until 16 and Older... sur ORT - où les breakbdancers sont invités à participer à une série d'émissions de télévision pour la jeunesse sur ORT - où les breakbdancers donnaient leurs cours de breakdance. En 2001, ils sont remplacés par l'émission Fresh sur TV-6.
Les équipes sont connues pour leurs performances lors du championnat international de breakdance Battle of the Year (BOTY), où les frères Merzlikins de Jam Style Crew, au sein de l'équipe allemande Flying Steps, ont remporté la troisième place en 1996. Les crews se produisent également lors du festival annuel russe musical et sportif Adidas Streetball Challenge entre 1998 et 2001.

## Histoire
Le crew de breakdance Jam Style Crew est formé à Saint-Pétersbourg en 1995 par deux frères Merzlikin, Alexey (l'aîné) et Alexander (le cadet), bien que d'autres dansent depuis le début des années 1990. Les frères dansaient auparavant dans différents groupes mais, sur la scène moscovite, il n'y avait qu'un seul groupe important, B-People, et le besoin de former un autre groupe est donc grand. Les frères se sont fait connaître à Saint-Pétersbourg et, en 1989, ils sont devenus les danseurs de fond officiels du groupe de rap Black and White. En 1990, le groupe signe avec le label français Vingt Heures Productions et effectue ensuite une tournée en France. Leur popularité grandissant, ils quittent Black and White, ce qui met fin au groupe.
Peu après, les frères rejoignent un autre groupe, Bachelor Party, mais une fois que le groupe se sépare, ils forment en 1993 leur propre groupe de hip-hop et breakdance, Children of the Swamps. Bien que cette tentative ait échoué, ils forment finalement Jam Style Crew avec Bredis Konstantin, et après être allés à Berlin en 1997, leur popularité nationale en Russie s'accroit à un rythme phénoménal. Pendant leur séjour à Berlin, les frères Merzlikin signent avec l'agence berlinoise CLC Berlin et donnent des représentations dans des clubs de la ville. Plus tard, cependant, après avoir remporté un important concours à l'époque, ils partent en tournée en Allemagne et retournent ensuite en Russie. Dans le cadre de leur popularité croissante, le groupe formé en 1996 une station de radio de rap freestyle, Station 106.8, qui fonctionne pendant trois ans avant d'être supprimée.
À la fin des années 1990, le Jam Style Crew est présent partout et participe à des groupes et artistes connus comme Mister Maloy et S.T.D.K, obtenant des sponsors et enregistrant des clips. En 1999, Jam Style and Da Boogie (JS&DC) devient le nom officiel du groupe, tandis que le nombre de membres est porté à cinq. La même année, ils réalisent leur tout premier clip, You Wanted a Party, avec leur amie et collègue de longue date Zora Mikahilovna,. Après le clip, le DJ soviétique et père du jeune rappeur Detsl, Alexander Tolmatsky, découvre le groupe et signe rapidement un contrat avec lui. Le groupe continue de fonctionner jusqu'en 2000, date à laquelle Konstantin « Masta BK » Bredis le quitte et forme son propre groupe, Triathlon, et en 2001, le groupe se consolide sous le nom commun de Da Boogie Crew. Le groupe ne reste pas longtemps en place car, en 2002, Alexey Merzlikin découvre que leur deuxième album, Still at the Party, est vendu illégalement par Land Records. En outre, d'autres membres se produisaient seuls et non avec le groupe. Les frères Merzilkin quittent donc le groupe.

## Discographie
- 2000 : We Wanted a Party
- 2002 : Still at the Party (Da Boogie Crew)
- 2000 : Samplissimo (mixtape) (sous Da Boogie DJ's)
- 2001 : B-Boy Funk Vol.1 (mixtape) (sous Da Boogie DJ's)
- 2001 : Breakz Vol. 1 (mixtape) (sous Da Boogie DJ's)
- 2004 : Remix Album (Da Boogie DJ's (Топор и Гормон), Лигалайз и П-13) (sous Da Boogie DJ's)
- 2005 : Breakz Mix (mixtape) (sous Da Boogie DJ's)
- 2005 : Da Boogie DJ's (MP3) (sous Da Boogie DJ's)